# Mistrzostwa Świata w Kolarstwie Torowym 1897
5. Mistrzostwa Świata w Kolarstwie Torowym odbyły się w dniach 30 lipca – 2 sierpnia 1897 roku w brytyjskim Glasgow.

## Medaliści

### Mężczyźni
| Konkurencja                              | Złoto          | Srebro         | Brąz           |
| ---------------------------------------- | -------------- | -------------- | -------------- |
| Sprint indywidualny amatorów             | Edwin Schrader | W. P. Fawcett  | Harry Reynolds |
| Wyścig ze startu zatrzymanego amatorów   | Edward Gould   | Émile Ouzou    | Anders Tjæreby |
| Sprint indywidualny zawodowców           | Willy Arend    | Charles Barden | Paul Masson    |
| Wyścig ze startu zatrzymanego zawodowców | Jack Stocks    | Arthur Chase   | Fred Armstrong |

## Klasyfikacja medalowa
| Miejsce | Państwo              |   |   |   | Razem |
| ------- | -------------------- | - | - | - | ----- |
| 1.      | Wielka Brytania      | 2 | 3 | 1 | 6     |
| 2.      | Dania                | 1 | 0 | 1 | 2     |
| 3.      | Cesarstwo Niemieckie | 1 | 0 | 0 | 1     |
| 4.      | Francja              | 0 | 1 | 1 | 2     |
| 5.      | Irlandia             | 0 | 0 | 1 | 1     |